# Caymanöarna i olympiska sommarspelen 1976
Caymanöarna deltog i de olympiska sommarspelen 1976 med en trupp bestående av två deltagare. Ingen av landets deltagare erövrade någon medalj.

## Segling
470
- Gerry Kirkconnell och Peter Milburn
  - Slutresultat — 213 poäng (28:e plats)